# کنسول بازی دستی

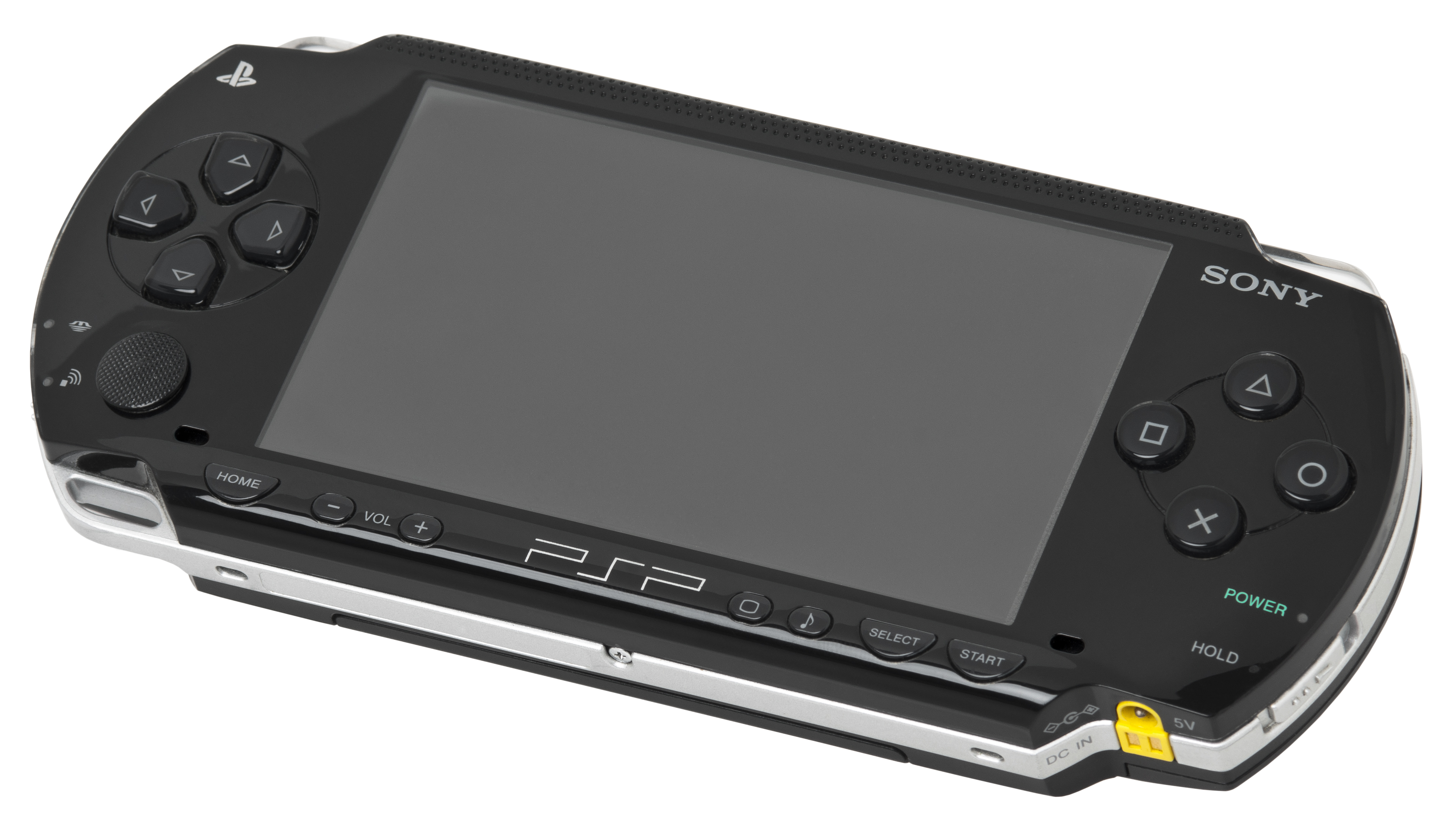
یک کنسول همراه (دستی)

کنسولِ بازی دستی (به انگلیسی: handheld game console) یک دستگاه یا ماشین الکترونیکیِ قابل حمل و سبک برای اجرای بازی‌های ویدئویی است.
این دستگاه پس از بازی الکترونیک دستی و با الهام گرفتن از آن به وجود آمد.
PSP یک دستگاه شبیه به رایانک رایانک است که فقط برای بازی
است و از سال ۲۰۰۵ به بعد بلوتوث و از ۲۰۰۸ به بعد از فای فای
استفاده می کنند همچنین از ۲۰۱۱ به بعد از اینترنت تلفن همراه
می‌کنند.

## کنسول های بازی
| نام کنسول بازی  | شرکت سازنده | سال انتشار |
| --------------- | ----------- | ---------- |
| نینتندو سوییچ   | نینتندو     | ۲۰۱۷       |
| پلی استیشن ویتا | سونی        | ۲۰۱۱       |
| نینتندو ۲دی‌اس   | نینتندو     | ۲۰۱۳       |
| نینتندو ۳دی‌اس   | نینتندو     | ۲۰۱۱       |
| نینتندو دی‌اس‌آی  | نینتندو     | ۲۰۰۸       |
| پلی‌استیشن همراه | سونی        | ۲۰۰۴       |